# Barbus sacratus
Barbus sacratus är en fiskart som beskrevs av Daget, 1963. Barbus sacratus ingår i släktet Barbus och familjen karpfiskar. IUCN kategoriserar arten globalt som livskraftig. Inga underarter finns listade.